# Nachal Chacor
Nachal Chacor (hebrejsky: נחל חצור) je nestálý vodní tok (vádí) v Izraeli.
Začíná v horské oblasti nedaleko vesnice Kerem ben Zimra a Dalton. Zpočátku teče k severovýchodu, pak se stáčí k jihovýchodu a prudce se zařezává do okolního terénu. Ze severu míjí masiv Har Dalton, který se zvedá do nadmořské výšky 874 metrů a který má boční vrcholky Har Cadok (833 m n. m.) a Har Evjatar (826 m n. m.). Převýšení mezi dnem údolí a těmito vrcholy dosahuje víc než 400 metrů. Poté zprava přijímá vádí Nachal Dalton. A z jihu míjí pahorek Har Ajelet. Těsně před ústím do příkopové propadliny Jordánského údolí ještě zprava přijímá vádí Nachal Chasaf a Nachal Kuba'at. Na okraji údolí řeky Jordán míjí také z jihu archeologickou lokalitu Tel Chacor a vesnici Ajelet ha-Šachar. Pak vstupuje do zemědělsky využívané roviny Chulského údolí, v němž poblíž vesnice Chulata ústí do vodního toku Nachal Dišon, který pak jeho vody odvádí do řeky Jordán.
Vrcholový úsek Nachal Chacor je zahrnut do přírodní rezervace o ploše cca 1100 dunamů (1,1 kilometru čtverečního), která zachovává původní vegetaci a jeskyni Alma.